# David Arthur Lafortune
Pour l’article homonyme, voir Lafortune.
David Arthur Lafortune (4 octobre 1848-19 octobre 1922) fut un avocat et homme politique fédéral du Québec.

## Biographie
Né à Saint-Esprit dans le Canada-Est, il étudi au Collège de L'Assomption et à l'Université Laval. Nommé au Barreau du Québec en 1883, il tente sans succès de devenir député à l'Assemblée nationale du Québec sous la bannière de libéral indépendant dans la circonscription de Jacques-Cartier, mais il fut défait par Joseph-Adolphe Chauret. En 1905, il devient procureur de la couronne pour Montréal et nommé au Conseil du Roi en 1906.
Élu député du Parti libéral du Canada dans la circonscription fédérale de Montcalm lors d'une élection partielle déclenchée après la démission du député François-Octave Dugas en 1909, il est réélu en 1911 et dans Jacques-Cartier en 1917 et 1921. Il est mort en fonction en 1922 à l'âge de 74 ans.